# Hasvik
Hasvik este o comună din provincia Finnmark, Norvegia.